# Cubelo (Zamora)
Cubelo (en senabrés Cubeillu) es una localidad española del municipio de Galende, en la provincia de provincia de Zamora y la comunidad autónoma de Castilla y León.

## Geografía
Se encuentra ubicado en la comarca de Sanabria, al noroeste de la provincia de Zamora. Pertenece al municipio de Galende, junto con las localidades de Galende, Ilanes, Moncabril, Pedrazales, El Puente, Rabanillo, Ribadelago, Ribadelago Nuevo, San Martín de Castañeda y Vigo.
Cubelo se encuentra situado en pleno parque natural del Lago de Sanabria, el mayor lago de origen glaciar de España, además de un espacio natural protegido de gran atractivo turístico.

## Historia
Durante la Edad Media Cubelo quedó integrado en el Reino de León, cuyos monarcas habrían acometido la repoblación de la localidad dentro del proceso repoblador llevado a cabo en Sanabria. Tras la independencia de Portugal del reino leonés en 1143 Cubelo habría sufrido por su situación geográfica los conflictos entre los reinos leonés y portugués por el control de la frontera, quedando estabilizada la situación a inicios del siglo XIII.
Posteriormente, en la Edad Moderna, Cubelo fue una de las localidades que se integraron en la provincia de las Tierras del Conde de Benavente y dentro de esta en la receptoría de Sanabria. No obstante, al reestructurarse las provincias y crearse las actuales en 1833, Cubelo pasó a formar parte de la provincia de Zamora, dentro de la Región Leonesa, quedando integrado en 1834 en el partido judicial de Puebla de Sanabria.

## Patrimonio
Cubelo es un claro ejemplo de la conservación de la arquitectura popular sanabresa. De entre su caserío destaca la ermita del Corazón de Jesús.

## Fiestas
Cubelo celebra la festividad del Corazón de Jesús, 18 de junio, y Nuestra Señora de la Asunción, el 15 de agosto.